# Intense (album, Armin van Buuren)
Intense je pátým studiovým albem nizozemského trance DJe Armina van Buurena.
První představenou písní (21. leden 2013), a zároveň druhým singlem na albu je "Waiting for the Night" je též ústřední melodií nizozemského filmu Loving Ibiza (Verliefd op Ibiza) a vznikl při spolupráci se zpěvačkou Fiora.
Druhou představenou písní na albu je "Forever is Ours", která vznikla ve spolupráci se zpěvačkou Emma Hewitt.
Na třetí představené písni (17. březen 2013) a zároveň na prvním oficiálním singlu, kterým je "This Is What It Feels Like" spolupracoval kanadský zpěvák a skladatel Trevor Guthrie. V doprovodném hudebním videoklipu se též zahrál Ron Jeremy.
Album bylo přednostně vydáno na Spotify dne 29. dubna 2013, oficiální vydání na digitálních a fyzických médiích následováno 3. květen 2013.

## Seznam skladeb
| Autorem i producentem všech skladeb je Armin van Buuren [nedostupný zdroj] | Autorem i producentem všech skladeb je Armin van Buuren [nedostupný zdroj] | Autorem i producentem všech skladeb je Armin van Buuren [nedostupný zdroj] | Autorem i producentem všech skladeb je Armin van Buuren [nedostupný zdroj] |
| Pořadí                                                                     | Název                                                                      | Autor                                                                      | Délka                                                                      |
| -------------------------------------------------------------------------- | -------------------------------------------------------------------------- | -------------------------------------------------------------------------- | -------------------------------------------------------------------------- |
| 1.                                                                         | Intense (společně s Miri Ben-Ari)                                          | A. van Buuren; M. Ben-Ari                                                  | 8:47                                                                       |
| 2.                                                                         | This Is What It Feels Like (společně s Trevor Guthrie)                     | A. van Buuren; B. de Goeij; J. Vaughan; T. Guthrie; J. Ewbank              | 3:23                                                                       |
| 3.                                                                         | Beautiful Life (společně s Cindy Alma)                                     | A. van Buuren; C. Alma; P. Barry                                           | 6:08                                                                       |
| 4.                                                                         | Waiting for the Night (společně s Fiora)                                   | A. van Buuren; F. Cutler                                                   | 4:21                                                                       |
| 5.                                                                         | Pulsar                                                                     | A. van Buuren; B. de Goeij                                                 | 6:31                                                                       |
| 6.                                                                         | Sound of the Drums (společně s Laura Jansen)                               | A. van Buuren; J. Ewbank; L. Jansen                                        | 3:55                                                                       |
| 7.                                                                         | Alone (společně s Lauren Evans)                                            | A. van Buuren; V. Horn; L. Evans; Dmile                                    | 4:04                                                                       |
| 8.                                                                         | Turn This Love Around (vs. NERVO společně s Laura V.)                      | A. van Buuren; M. Nervo; O. Nervo                                          | 5:22                                                                       |
| 9.                                                                         | Won’t Let You Go (společně s Aruna)                                        | A. van Buuren; A. Abrams                                                   | 6:35                                                                       |
| 10.                                                                        | In 10 Years from Now                                                       | A. van Buuren; B. de Goeij                                                 | 0:56                                                                       |
| 11.                                                                        | Last Stop Before Heaven                                                    | A. van Buuren; B. de Goeij                                                 | 6:27                                                                       |
| 12.                                                                        | Forever is Ours (společně s Emma Hewitt)                                   | A. van Buuren                                                              | 6:41                                                                       |
| 13.                                                                        | Love Never Came (společně s Richard Bedford)                               | A. van Buuren; R. Bedford                                                  | 7:00                                                                       |
| 14.                                                                        | Who’s Afraid of 138?!                                                      | A. van Buuren; B. de Goeij                                                 | 5:49                                                                       |
| 15.                                                                        | Reprise (společně s Bagga Bownz)                                           | A. van Buuren                                                              | 3:12                                                                       |
| 16.                                                                        | Humming The Lights (By Armin van Buuren presents Gaia)                     | A. van Buuren; B. de Goeij                                                 | 6:57                                                                       |

## Kompozice
Během rozhovoru s britským DJ Pete Tongem popsal Armin žánrové složení Intense jako "more house-y electro stuff and of course trance, some rock influence, even a little bit of dubstep and classical music in there"